# Orazio Pierozzi
Orazio Pierozzi (San Casciano in Val di Pesa, 8 dicembre 1884 – Trieste, 18 marzo 1919) è stato un ufficiale e aviatore italiano, pluridecorato quattro volte con medaglia d'argento al valor militare. Asso dell'aviazione da caccia, è accreditato di 7 abbattimenti durante la prima guerra mondiale.

## Biografia
Il sottotenente di vascello della Regia Marina Orazio Pierozzi venne assegnato nell'aprile 1917 al comando della 255ª Squadriglia del gruppo idrocaccia di Venezia di stanza presso Brindisi dotata di FBA Type H. 
Il 7 giugno successivo il neo promosso tenente di vascello Pierozzi abbatte un Lohner K (variante del Lohner L) che precipita in mare.
Durante la prima guerra mondiale fu impegnato nel contrasto all'aviazione austro-ungarica sul Mar Adriatico e ottenne sette vittorie aeree, diventando un asso dell'aviazione e l'ufficiale della marina italiana con il maggior numero di vittorie aeree nel conflitto.
Nel marzo 1918 Pierozzi viene trasferito alla Stazione idrovolanti di Venezia come comandante del Gruppo Squadriglie Caccia.
Il 22 maggio il 2° Nocchiere Beniamino Piro della 260ª Squadriglia e Pierozzi dotati di Macchi M.5 abbattono un Phönix D.I ad Ovest di Rovigno.
Morì in mare al largo di Trieste il 18 marzo 1919. Gli venne conferita la medaglia d'oro al valore della Marina.
A lui sono intitolati l'idroscalo di Brindisi e la piazza principale del suo paese natale.

## Le vittorie
- 15 maggio 1917, contro un Lohner K-boat, presso Brindisi
- 7 giugno 1917, contro un Lohner K-boat (K154), presso Brindisi
- 1º maggio 1918, contro un Hansa-Brandenburg W.18, presso Grado
- 14 maggio 1918, contro un Hansa-Brandenburg W.18, presso Pola
- 14 maggio 1918, contro un Hansa-Brandenburg W.18, presso Pola
- 22 maggio 1918, contro un Phönix D.I, ad ovest di Rovigno con il 2° Nocchiere Beniamino Piro (Medaglia d'argento al Valor Militare) della 260ª Squadriglia
- 2 luglio 1918, contro l'Hansa-Brandenburg W.13 K 394, nei pressi di Caorle